# Corematosetia
Corematosetia là một chi bướm đêm thuộc họ Sesiidae.

## Các loài
- Corematosetia minuta  Kallies & Arita, 2006
- Corematosetia naumanni  Kallies & Arita, 2001